# من و بارون
من و بارون عنوان آلبومی هست که پنجمین آلبوم مستقل بابک جهانبخش می‌باشد. به گفتهٔ وی، این اولین آلبوم اوست که کاملاً مطابق سلیقه شخصی خودش جمع‌آوری شده است. اجرای دو صدائه قطعهٔ من و بارون توسط جهانبخش و رضا صادقی از نکات جالب این آلبوم است. میکس و مسترینگ قطعات آلبوم من و بارون توسط آرش پاکزاد، کوشان حداد، پیام هوشمند، امیر فتحی، هومن نامداری، محمد سعیدشایان و خود بابک جهانبخش انجام شده است. آهنگسازان این آلبوم بابک جهانبخش و پیام هوشمند می‌باشند. ترانه سرایان نیز یاحا کاشانی، سید محمد کاظمی، بابک جهانبخش، پیام هوشمند، علیرضا پیروزی، محسن شیرالی و علی بحرینی می‌باشند و نوازندگان به ترتیب فیروز ویسانلو (گیتار اسپانیش)، پدرام درخشانی (سنتور)، یاشار خسروی (ساکسیفون)، بهزاد رواقی (سه تار)، هومن نامداری (کلارینت)، مهرداد هزارخانی (گیتارباس) و فؤاد عابدی (فلوت عربی) می‌باشند.

## فهرست ترانه‌ها
- همه دنیام
- دیدنی شدی
- ای دل
- مواظب خودت باش
- من و بارون
- به خودت باختمت
- ایده‌آل
- اقرار
- ای کاش
- دوباره (ریمیکس)
- من و بارون (به همراه رضا صادقی)[۱]